# 正覚寺 (川口市)
正覚寺（しょうがくじ）は、埼玉県川口市にある曹洞宗の寺院。

## 歴史
1574年（天正2年）、久室元長によって開山された。久室元長は現在の東京都港区愛宕にある青松寺第6世住職であった。また開基の平柳蔵人は岩付太田氏（太田道灌の家系）の家臣で当地の領主であった。ただ、蔵人は1564年（永禄7年）の国府台合戦で討ち死にしている。
境内には、かつて平柳蔵人の墓があったと伝えられているが現在は不明になっている。蔵人の位牌のみが残されている。

## 交通アクセス
- 川口元郷駅より徒歩12分。